# هیدرازینوفتالازین
هیدرازینوفتالازین دسته‌ای از داروهای کاهنده فشار خون هستند که عبارتند از:
- هیدرالازین[۱]
- دی‌هیدرالازین[۱]
- کادرالازین
- اندرالازین